# Kloster der Heiligen Marina

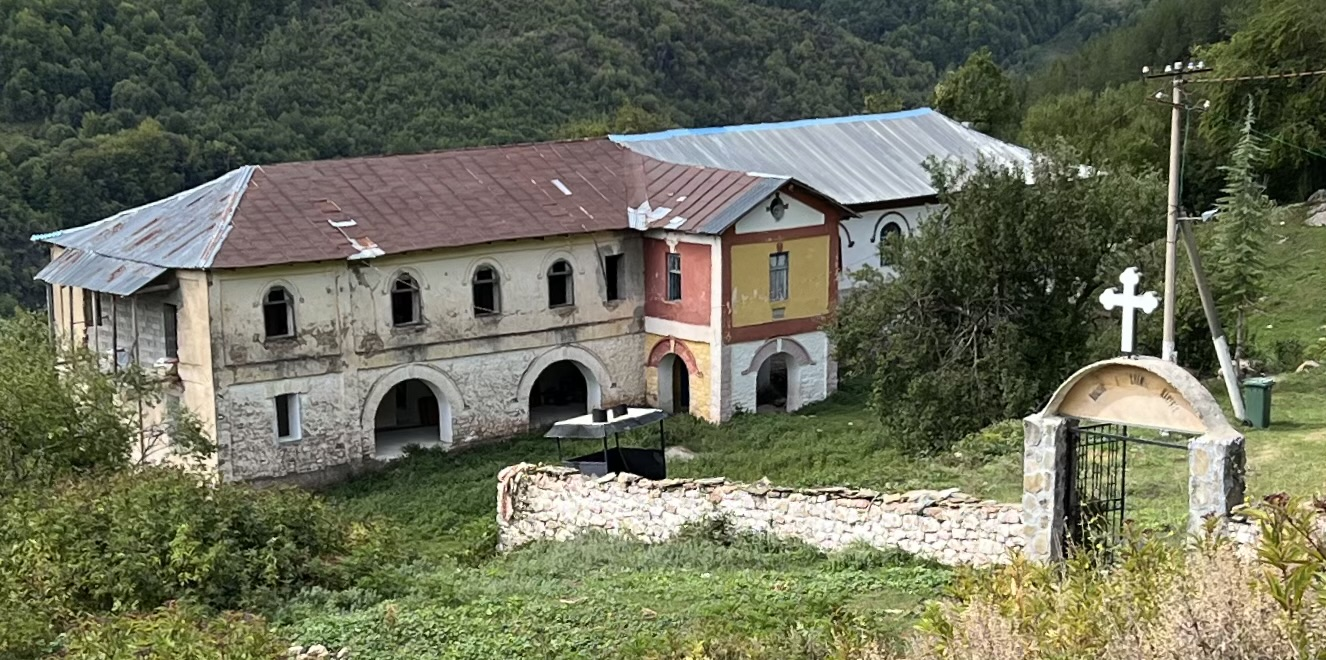
Eingang zum Klostergelände und der Bau „Konakët“

Das Kloster der Heiligen Marina (albanisch Manastiri i Shën Marenës) ist ein orthodoxes Kloster in den Bergen Südostalbaniens beim Dorf Llënga. Das der Heiligen Marina von Bithynien gewidmete Kloster geht auf das 14. Jahrhundert zurück und ist als nationales Kulturdenkmal geschützt.

## Anlage
Koordinaten: 40° 53′ 48″ N, 20° 28′ 45″ O
Das Kloster liegt abgeschieden in den Mokra-Bergen westlich von Pogradec (15 Kilometer Luftlinie, auf der Straße mehr als doppelt so weit). Es befindet sich auf einer kleinen Geländeterrasse auf der Nordseite der Llënga-Schlucht, wo sich der Shkumbin tief in die Berge eingeschnitten hat. Die Terrasse liegt knapp über 1000 m ü. A.

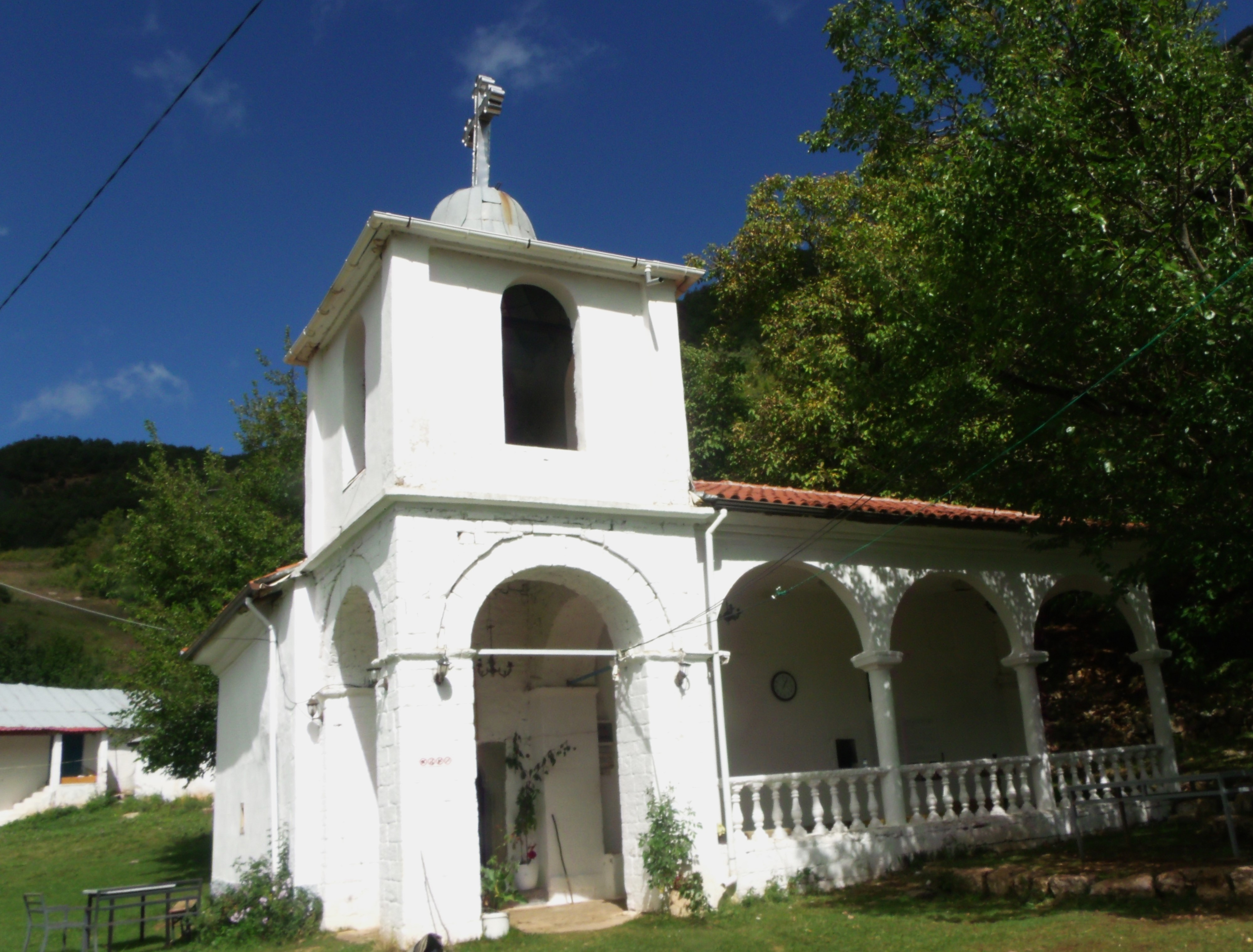
Kirche der Heiligen Marina

Die kleine Klosterkirche aus Kirchenschiff und kleiner Apsis misst lediglich zwölf auf acht Meter. Ein kleiner Glockenturm überragt den Eingang auf der Südseite des Narthex, dem sich an der Südfront ein Portikus anschließt. Der Altar wird durch eine vier Meter hohe Ikonostase abgetrennt, die von floralen Motiven geschmückt ist. Die Innenwände der Kirche sind geschmückt mit Fresken von Kostandin Shpataraku (1736–1767), der aus der benachbarten Region Shpat stammt und als einer der bedeutendsten Ikonenmaler der Zeit in Albanien gilt. Von ihm stammen auch einige der Ikonen in der Ikonostase. Die Fresken zeigen neben Szenen aus dem Leben von Christus, Maria und der Heiligen Marina. Die Kirche und Fresken werden auf das Jahr 1754 datiert. Eine ältere Kirche aus dem Jahr 1660 an dieser Stelle war zuvor abgebrannt. Der Portikus ist auf 1832 datiert.

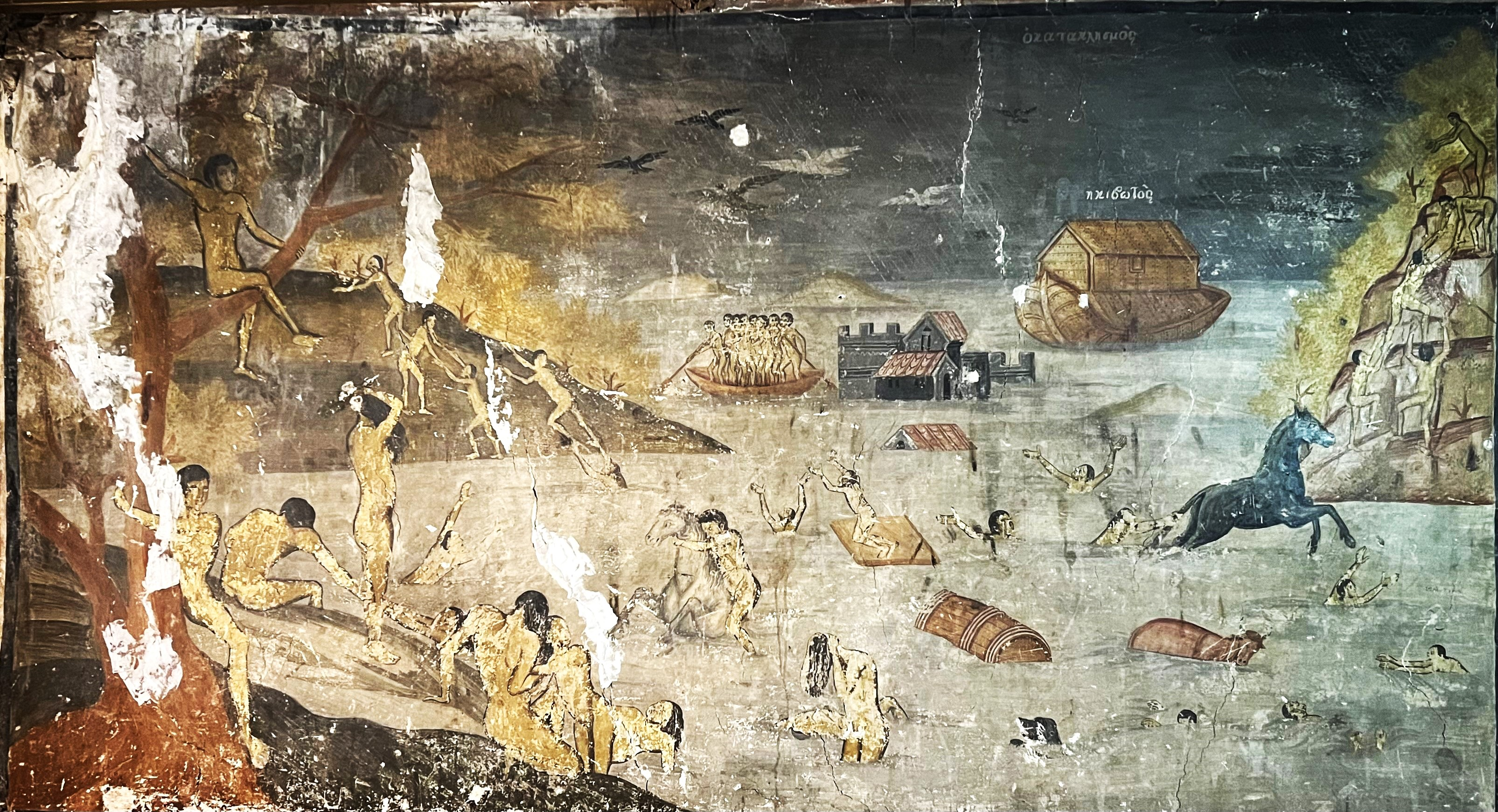
Fresken in der Kirche

Zum Kloster gehören noch einige weitere Gebäude, darunter der als „Konakët“ bezeichnete Bau aus der gleichen Zeit wie die Kirche. Er diente als Unterkunft der Mönche und Gästehaus für die Pilger.
Die Höhle der Heiligen Marina in etwa 500 Metern Entfernung ist eine bedeutende Pilgerstätte. Sie erstreckt sich etwa 180 Meter tief ins Kalkgestein. Die Höhle und ein etwa 150-jähriger Maulbeerbaum neben der Kirche sind als nationales Naturdenkmal geschützt.
Unmittelbar am Shkumbin liegt die Quelle „Najazma“. Ihr Wasser gilt den Pilgern als gesegnet.

## Verehrung der Heiligen Marina
Gedenktag der Heiligen Marina ist der 17. Juli. Viele Pilger kommen am 29. Juli ins Kloster, dem Gedenktag gemäß orthodoxem Kalender. Sie besuchen die Höhle und nehmen kleine Steine als Talisman nach Hause. Auch das Wasser aus der Quelle Najazma wird abgefüllt.
Gemäß lokaler Legende soll Marina in der Höhle gestorben sein. Sie soll dorthin geflohen sein, weil ihr Vater sie umbringen lassen wollte, nachdem sie zum christlichen Glauben übergetreten war. Sie soll auch Wunder vollbracht haben. Auch rund um den Bau der Kirche gibt es mehrere Legenden.

## Geschichte
Das Dorf Llënga war einst eine bedeutende Ansiedlung der Aromunen, ähnlich Voskopoja eine kleine Stadt mit mehreren Kirchen. Heute leben nur noch eine Handvoll Familien im abgelegenen Dorf.
Der Abt des Klosters schloss sich im Zweiten Weltkrieg dem Widerstand gegen die faschistischen Besatzer und kämpfte in den Reihen der kommunistischen Partisanen. Zuvor hatte ihn König Zogu der Spionage für Jugoslawien bezichtigt, konnte ihm aber nichts nachweisen.
1948 wurde das Kloster zum Kulturdenkmal erklärt. Dies wurde durch einen weiteren Erlass 1973 bestätigt. Trotzdem wurden die „Konakët“ zur Zeit der Sozialistischen Volksrepublik Albanien als Soldatenunterkunft und später als Büro der lokalen Waldverwaltung genutzt.
Eine Ikone aus der Kirche soll 1962 von der Ikonengalerie im nordmazedonischen Ohrid erworben worden sein.